# Forza Italia (parti politique)
Pour les articles homonymes, voir Forza Italia.
 (mai 2020).
Si vous disposez d'ouvrages ou d'articles de référence ou si vous connaissez des sites web de qualité traitant du thème abordé ici, merci de compléter l'article en donnant les références utiles à sa vérifiabilité et en les liant à la section « Notes et références ».
Forza Italia, abrégé en FI, en français : « Allez l’Italie », est un parti politique italien de centre droit, libéral-conservateur, créé en 1994 par Silvio Berlusconi,,, fusionné avec l'Alliance nationale (AN) le 27 mars 2009 dans Le Peuple de la liberté et refondé en 2013. Ancré au centre droit, il a fait partie des coalitions du Pôle des libertés, de la Maison des libertés, puis du Peuple de la liberté.

## Histoire

### 1994-2001

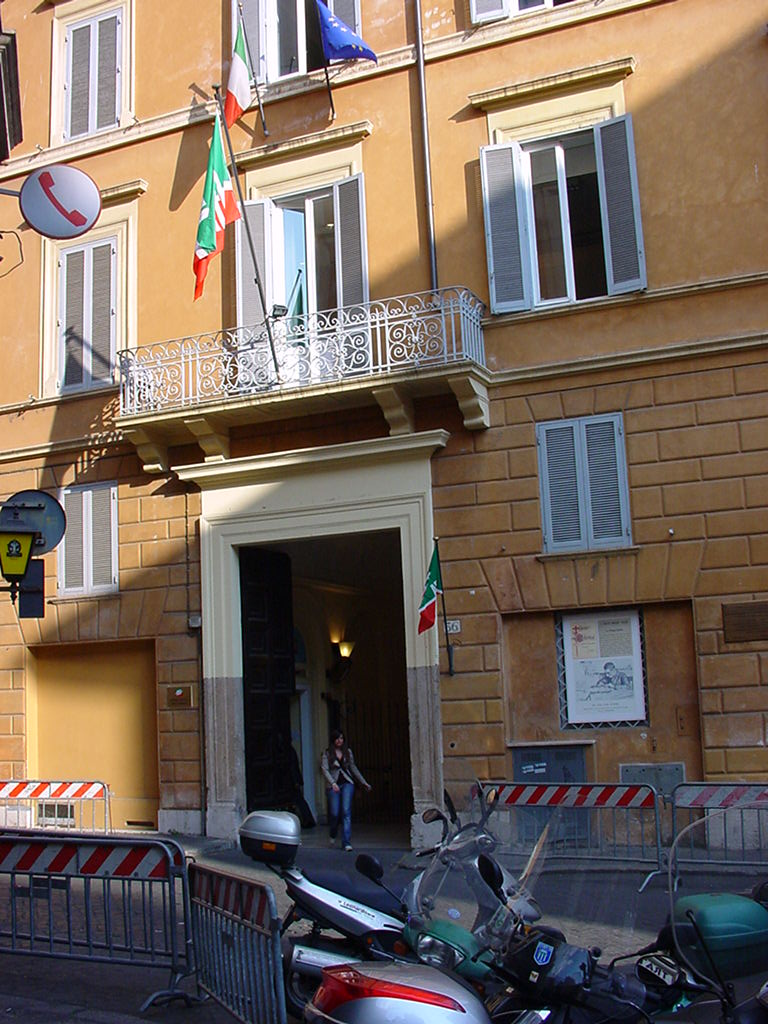
Ancien siège de Forza Italia à Rome.

L'association Forza Italia! Association pour le bon gouvernement est constituée le 29 juin 1993, dans l'office notarial d'Arrigo Roveda à Milan. Elle se constitue en présence de différents professionnels, dirigeants ou proches des entreprises détenues par Fininvest, ou du propriétaire du groupe, Silvio Berlusconi. Parmi eux figurent alors Marcello Dell'Utri, Antonio Martino, Gianfranco Ciaurro, Mario Valducci, Antonio Tajani, Cesare Previti et Giuliano Urbani. Le nom est inspiré par le slogan Forza Italia! utilisé dans la campagne électorale des démocrates-chrétiens en 1987, organisée par Marco Mignani.
Silvio Berlusconi, homme d'affaires, intervient sur des sujets politiques à partir de 1992. Le 19 mars 1993, il déclare être préoccupé par la situation politique. Le 10 mai son intention se précise, il préside la conférence « Changer pour renaître : de nouvelles idées, de nouvelles personnes ».
Berlusconi semble envisager une implication progressive et ménage alors une certaine discrétion, mais des informations fuitent régulièrement, comme celle qui annonce que Giuliano Urbani sera l'idéologue du futur mouvement berlusconiste.
Le 26 janvier 1994, Silvio Berlusconi file la métaphore footballistique en annonçant ce qui restera connu comme sa « descente sur le terrain », en envoyant un message vidéo de 9 minutes pré-enregistré à tous les réseaux télévisés diffusant des journaux d'informations. Il y annonce sa démission de ses responsabilités entrepreneuriales et son implication politique avec la création de son nouveau mouvement, Forza Italia, contre les « vieux gouvernements », contre les « forces immatures », le gouvernement « des gauches et des communistes ». Il propose un « pôle des libertés », destiné à moderniser le pays, à partir des forces « démocratiques, libérales », appuyé sur les individus, les familles, les entreprises. 
Les 27 et 28 mars 1994, le nouveau parti remporte les élections générales italiennes.
Véritable « entreprise-parti », Forza Italia bénéficie de l'empire médiatique et de la fortune de son dirigeant pour s'imposer immédiatement dans la vie politique italienne. Son ascension est également favorisée par les révélations de l’opération mains propres sur le vaste réseau de corruption qui entraînera la disparition de la Démocratie chrétienne et du Parti socialiste. Il est surnommé « parti de plastique », selon la définition qui lui avait été donnée pour sa symbiose avec la télévision.

### 2001-2006
Forza Italia obtient 6 806 245 voix (20,93 %) lors des élections européennes de 2004 soit 16 députés sur 78, alors qu’il avait obtenu 7 829 624 votes (25,17 %) en juin 1999 (22 députés sur 87).
À la suite des élections régionales d’avril 2005, il ne gouvernait plus que trois régions (sur 20).
Lors des élections générales italiennes de 2006, bien qu’ayant perdu environ 6 points à la Chambre des députés (par rapport aux élections législatives de 2001), ce parti obtient 23,7 % des voix (soit 9 millions de votants) à la Chambre, juste derrière L'Olivier, et quasiment le même score de 24 % au Sénat (8,2 millions de voix dans le scrutin national). Il comprend 140 députés (− 28, y compris les élus à l’étranger) et 79 sénateurs (+ 3). Auparavant, Forza Italia disposait, jusqu’en 2005, de 76 sénateurs au Sénat de la République et de 173 députés (sur 178 élus en 2001) à la Chambre.

### 2006-2009
À l’automne 2007, la dissolution du parti est orchestrée par Silvio Berlusconi, prenant acte des derniers échecs, tant du point de vue électoral après l’arrivée du gouvernement Prodi que de celui des divergences des partis de la droite italienne. La disparition de Forza Italia voit la création officielle du Peuple de la liberté (Il Popolo della Libertà), destiné à rassembler les différents courants de l’opposition et s’assurer une majorité de droite lors des élections futures. Toutefois, à la fin novembre, les démocrates-chrétiens de l’UDC (Unione dei Demo-Cristiani) et les séparatistes de la Ligue du Nord (Lega del Nord, ancienne Ligue lombarde) ne souhaitaient pas rejoindre Berlusconi.
Plusieurs déclarations controversées de collaborateurs de justice (Gaspare Spatuzza, Nino Giuffrè, ou encore Massimo Ciancimino, fils de l’ex-maire de Palerme Vito Ciancimino) ont agité la sphère politique italienne fin 2009–début 2010, en prétendant qu’un pacte entre la mafia et Forza Italia aurait été passé en 1993. 
Le cofondateur du parti Marcello Dell'Utri a été condamné en 2014 à 7 ans de prison pour complicité avec la mafia.  

### Refondation en 2013
La nouvelle FI, annoncée en juin 2013, est lancée le 18 septembre de la même année et le PdL est officiellement dissous dans la nouvelle Forza Italia le 16 novembre. Le jour avant, un groupe de dissidents (principalement des chrétiens-démocrates), dirigé par le protégé de Berlusconi Angelino Alfano, font scission en annonçant la fondation d'un nouveau parti appelé Nouveau Centre-droit (NCD). Un autre groupe de membres PdL, dirigé par l'ancien maire de Rome Gianni Alemanno, quitte pour former le groupe « Italie Première » et discutent d'une fusion avec Frères d'Italie - Centre-droit national. Selon Berlusconi, le PdL deviendrait une coalition de partis de centre droit, y compris la nouvelle Forza Italia, le Nouveau Centre-droit, une nouvelle tenue conservatrice (avec Gianni Alemanno et Frères d'Italie - Centre-droit national), et la Ligue du Nord. En janvier 2014, Giovanni Toti en est nommé vice-président.
Lors des élections européennes de 2014, Forza Italia, handicapée par les scissions et l'inéligibilité de Berlusconi, ne remporte que 4 614 364 voix, soit 16,81 %, un score nettement en dessous de celui de juin 2009 et ne remporte que 13 députés européens.
Avec les départs de nombreux élus de Forza Italia, comme ceux des Conservateurs et réformistes de Raffaele Fitto, comme auparavant Angelino Alfano du Nouveau Centre-droit, comme fin 2015 Denis Verdini de l'Alliance libéral-populaire-Autonomies, Forza Italia perd plus de la moitié de ses sénateurs entre 2014 et 2015.
Pour les élections générales de 2018, Forza Italia constitue une coalition de centre-droit avec la Ligue du Nord, Frères d'Italie et Nous avec l'Italie. Le parti recueille 13,98 %, ce qui le place au deuxième rang au sein de la coalition, et décroche 104 sièges de députés et 58 de sénateurs. Pour la première fois lors d'élections générales, le parti de centre-droit est devancé par la Ligue du Nord.
Pour les élections générales de 2022, Forza Italia, à l’électorat vieillissant, est marginalisée au sein de la coalition de centre-droit par les Frères d'Italie. Il est désormais focalisé sur les milieux d’affaires et une partie des artisans et des petits patrons. Son programme met l'accent sur une baisse massive des impôts, l'introduction d’une « flat tax » à 23 %, l’augmentation du minimum vieillesse ou encore la gratuité des soins dentaires pour les plus de 65 ans, sans toutefois annoncer la moindre piste de financement. Plus que sur son programme, le parti est avant tout centré sur la personnalité de Silvio Berlusconi. Après plusieurs hospitalisations pour une pneumonie ainsi qu’une leucémie, ce dernier meurt le 12 juin 2023, à l’âge de 86 ans.
Le 15 juillet 2023, Antonio Tajani est désigné à l’unanimité par le conseil national du parti pour succéder à Silvio Berlusconi.

## Résultats électoraux

### Chambre des députés
| Année | Voix                                 | %                                    | Rang                                 | Sièges                               |
| ----- | ------------------------------------ | ------------------------------------ | ------------------------------------ | ------------------------------------ |
| 1994  | 8 136 135                            | 21,01                                | 1re                                  | 113 / 630                            |
| 1996  | 7 712 149                            | 20,57                                | 2e                                   | 123 / 630                            |
| 2001  | 10 923 431                           | 29,43                                | 1re                                  | 178 / 630                            |
| 2006  | 9 048 976                            | 23,72                                | 2e                                   | 140 / 630                            |
| 2008  | 13 628 865                           | 37,39                                | 1re                                  | 276 / 630                            |
| 2013  | Remplacé par Le Peuple de la liberté | Remplacé par Le Peuple de la liberté | Remplacé par Le Peuple de la liberté | Remplacé par Le Peuple de la liberté |
| 2018  | 4 596 956                            | 14,00                                | 4e                                   | 104 / 630                            |
| 2022  | 2 279 130                            | 8,11                                 | 5e                                   | 45 / 400                             |

### Sénat
| Année | Voix                                 | %                                    | Rang                                 | Sièges                               |
| ----- | ------------------------------------ | ------------------------------------ | ------------------------------------ | ------------------------------------ |
| 2006  | 8 202 890                            | 24,01                                | 1er                                  | 80 / 315                             |
| 2008  | Remplacé par Le Peuple de la liberté | Remplacé par Le Peuple de la liberté | Remplacé par Le Peuple de la liberté | Remplacé par Le Peuple de la liberté |
| 2013  | Refondé en novembre de la même année | Refondé en novembre de la même année | Refondé en novembre de la même année | Refondé en novembre de la même année |
| 2018  | 4 358 004                            | 14,43                                | 4e                                   | 57 / 315                             |
| 2022  | 2 279 980                            | 8,27                                 | 5e                                   | 18 / 200                             |

### Parlement européen
| Année | Voix       | %     | Rang | Sièges  |
| ----- | ---------- | ----- | ---- | ------- |
| 1994  | 10 089 139 | 30,62 | 1er  | 27 / 87 |
| 1999  | 7 813 948  | 25,16 | 1er  | 22 / 87 |
| 2004  | 6 806 245  | 20,93 | 2e   | 16 / 78 |
| 2009  | 10 797 296 | 35,26 | 1er  |         |
| 2014  | 4 614 364  | 16,81 | 3e   | 13 / 73 |
| 2019  | 2 351 606  | 8,78  | 4e   | 7 / 76  |
| 2024  | 2 243 245  | 9,59  | 4e   | 8 / 76  |

### Élections régionales
| Région                  | Année | %     | Sièges  | Gouvernement        |
| ----------------------- | ----- | ----- | ------- | ------------------- |
| Abruzzes                | 2019  | 9,04  | 3 / 31  | En coalition        |
| Vallée d'Aoste          | 2018  | 2,92  | 0 / 35  | Extra-parlementaire |
| Basilicate              | 2019  | 9,14  | 4 / 19  | En coalition        |
| Calabre                 | 2021  | 17,31 | 8 / 31  | En coalition        |
| Campanie                | 2015  | 17,81 | 8 / 51  | Dans l'opposition   |
| Émilie-Romagne          | 2020  | 2,56  | 1 / 50  | Dans l'opposition   |
| Frioul-Vénétie Julienne | 2018  | 12,06 | 5 / 49  | En coalition        |
| Latium                  | 2018  | 14,63 | 6 / 51  | Dans l'opposition   |
| Ligurie                 | 2015  | 12,66 | 3 / 31  | En coalition        |
| Lombardie               | 2018  | 14,32 | 14 / 80 | En coalition        |
| Marches                 | 2015  | 9,40  | 2 / 30  | Dans l'opposition   |
| Molise                  | 2018  | 9,38  | 5 / 21  | En coalition        |
| Ombrie                  | 2019  | 5,50  | 1 / 21  | En coalition        |
| Piémont                 | 2019  | 8,39  | 6 / 51  | En coalition        |
| Pouilles                | 2015  | 11,37 | 5 / 51  | Dans l'opposition   |
| Sardaigne               | 2019  | 8,04  | 6 / 60  | En coalition        |
| Sicile                  | 2017  | 16,37 | 14 / 70 | En coalition        |
| Toscane                 | 2015  | 8,41  | 2 / 41  | Dans l'opposition   |
| Trentin-Haut-Adige      | 2023  | 2,02  | 0 / 35  | Extra-parlementaire |
| Trentin-Haut-Adige      | 2023  | 0,58  | 0 / 35  | Extra-parlementaire |
| Vénétie                 | 2015  | 5,97  | 3 / 51  | En coalition        |

## Petits partis adhérents
- La Droite de Francesco Storace (depuis 2014)
- Démocratie chrétienne de Giuseppe Pizza
- Union des démocrates pour l'Europe de Clemente Mastella
- Les Populaires d'Italie demain/Chantier populaire de Francesco Saverio Romano
- Grande Sud de Gianfranco Miccichè
- Modérés en révolution de Gianpiero Samorì
- Nouveau PSI de Stefano Caldoro

## Dirigeants
- Secrétaire : Antonio Tajani (depuis 2023)
- Chef du parti à la Chambre des députés : Renato Brunetta (depuis 2013)
- Chef du parti au Sénat : Licia Ronzulli (depuis 2022)
- Chef du parti au Parlement européen : Raffaele Baldassarre (depuis 2013)